# Нові Сарти
Нові Сарти́ (рос. Новые Сарты, башк. Яңы һарт) — присілок у складі Архангельського району Башкортостану, Росія. Входить до складу Липовської сільської ради.
Населення — 28 осіб (2010; 38 в 2002).
Національний склад:
- татари — 73 %